# My Favorite Django
Albums de Biréli Lagrène
Standards
(1992) Blue Eyes
(1998)
My Favorite Django est un disque du guitariste de jazz français Biréli Lagrène.
La volonté de Biréli Lagrène dans ce disque est de jouer des morceaux écrits par Django Reinhardt dans un style moderne, parfois proche du jazz fusion[Interprétation personnelle ?][réf. nécessaire]. À cet effet, les morceaux sont réharmonisés et réarrangés. Le jeu de synthétiseur de Koono, très orchestral, participe largement à cette modernisation[Interprétation personnelle ?][réf. nécessaire].
Le disque se termine par une improvisation en solo de Biréli Lagrène.

## Titres
| No  | Titre                           | Musique          | Durée |
| --- | ------------------------------- | ---------------- | ----- |
| 1.  | Daphné                          | Django Reinhardt | 5:50  |
| 2.  | Moppin' the bride               | Django Reinhardt | 5:19  |
| 3.  | Babik                           | Django Reinhardt | 5:16  |
| 4.  | Mélodie au crépuscule           | Django Reinhardt | 5:23  |
| 5.  | Place de Brouckère              | Django Reinhardt | 4:06  |
| 6.  | Nuages                          | Django Reinhardt | 2:38  |
| 7.  | Blues for Ike                   | Django Reinhardt | 4:49  |
| 8.  | Nuits de Saint-Germain-des-Prés | Django Reinhardt | 4:32  |
| 9.  | Lentement mademoiselle          | Django Reinhardt | 4:47  |
| 10. | Troublant Boléro                | Django Reinhardt | 5:36  |
| 11. | Solo                            | Biréli Lagrène   | 4:01  |

## Musiciens
- Biréli Lagrène - guitares
- Koono - synthétiseurs, piano
- Anthony Jackson - basse
- Dennis Chambers - batterie